# Доменико ди Микелино
Доменико ди Микелино (итал. Domenico di Michelino; 1417, Флоренция — 18 апреля 1491, Флоренция) — итальянский живописец периода кватроченто эпохи Возрождения, мастер флорентийской школы живописи.

## Биография
Настоящее имя художника Доменико ди Франческо. Отчество «ди Микелино» было принято им в честь учителя, художника-живописца и мастера росписи кассоне (деревянных сундуков) Микелино ди Бенедетто (ок. 1378—1499). Джорджо Вазари сообщает, что Доменико также был учеником Фра Анджелико, чьё влияние, наряду с работами Филиппо Липпи и Пезеллино, отражено во многих картинах Доменико.
В 1442 году Доменико вступил во флорентийское Братство живописцев Святого Луки (Compagnia di San Luca). Два года спустя он присоединился к «Гильдии медиков и аптекарей» (Arte dei Medici e Speziali), в которую с начала XIV века принимали живописцев. Самая ранняя из сохранившихся работ художника — выносная икона для Оспедале дельи Инноченти (Ospedale degli Innocenti), Воспитательного дома для брошенных детей во Флоренции, на котором изображена Дева Мария, защищающая Своей мантией невинных мучеников. Написанная в 1440 году и завершённая в 1446 году, картина была полностью переписана в шестнадцатом веке Микеле Тозини.
В 1449—1450 годах Доменико ди Микелино расписывал капеллу Святого Леонарда в церкви Санта-Мария-а-Перетола на окраине Флоренции. В интерьере капеллы имеется расписной люнет со сценой «Святой Леонард, освобождающий узников», а также изображения Святой Екатерины Александрийской, Святой Лучии и музицирующих ангелов.
В 1458 году Доменико написал запрестольный образ Мадонны с Младенцем и святыми, который ныне находится в Старой пинакотеке в Мюнхене, а в 1463 году Козимо Медичи заказал ему запрестольный образ для церкви Сан-Джироламо в Вольтерре (ныне в Вольтерре, Епархиальный музей). Другие недатированные запрестольные образы находятся в Ангиари (Санто-Стефано), Дижоне (Музей изящных искусств), Флоренции (Галерея Академии), Сан-Джиминьяно (Национальный музей) и Сан-Джованни-Вальдарно (Музей базилики Санта-Мария-делле-Грацие). Образ Святого Лаврентия в Сан-Лоренцо-а-Порчано-ин-Стиа, написанный между 1477 и 1482 годами, характерен для поздних работ Доменико. Помимо запрестольных образов, мастер также написал множество небольших картин на религиозные темы, расписывал деревянные сундуки — кассоне и иллюминировал рукописи.
Самая известная работа Доменико ди Микелино — фреска на северной стене интерьера собора Санта-Мария-дель-Фьоре во Флоренции: «Божественная комедия освящает Флоренцию» (La Divina Commedia illumina Firenze) — выполнена по рисунку Алессио Бальдовинетти. Она представляет великого поэта Данте Алигьери с раскрытой книгой в руках, «Божественной комедией», на фоне средневековой Флоренции. Позади него: семь террас Чистилища, наверху небесные сферы, слева вход в ад. Справа виден флорентийский Собор с куполом, но с ещё незаконченной облицовкой, и городские ворота (позднее значительно перестроенные). Согласно документам, произведение было заказано 30 января 1465 года.
К этому же времени относится женитьба художника на Марсилии, сестре живописца-миниатюриста Доменико ди Гвидо, от неё Микелино имел двух детей. В 1467 году он открыл мастерскую совместно с Доменико ди Дзаноби (ранее этот художник был известен как «Мастер Рождества Джонсона») на Виа делле Терме во Флоренции, которую он содержал до середины 1480-х годов. В 1469 году он работал для «Братства Очищения» (Compagnia della Purificazione) в монастыре Сан-Марко, а в следующем году выполнил эскизы серии вышивок для монахинь монастыря Санта-Бриджида-аль-Парадизо (Santa Brigida al Paradiso).
Доменико всё ещё работал в 1483 году, но немногие из его работ этого времени сохранились. Он умер во Флоренции 18 апреля 1491 года и был похоронен в церкви Сант-Амброджо.
Историк искусства Бернард Беренсон ошибочно относил произведения Доменико ди Микелино к работам Джусто д’Андреа (1440—1496), а картины Дзаноби Строцци — к творчеству Доменико ди Микелино. Со временем правильные атрибуции были обоснованы документально.

## Галерея
- Святой Леонард освобождает узников. 1449–1450. Фреска капеллы Святого Леонарда. Церковь Санта-Мария-а-Перетола, Флоренция
- Триптих Кортоны. Три францисканских святых. Ок. 1470. Дерево, темпера, золочение. Епархиальный музей, Кортона
- Божественная комедия освящает Флоренцию. По рисунку А. Бальдовинетти. 1465. Фреска. Собор Санта-Мария-дель-Фьоре, Флоренция
- Мадонна с Младенцем на троне и святые. 1450—1460.  Сан-Джованни-Вальдарно, Тоскана
- Изгнание из Рая. Деоево, темпера. Центр культурного наследия Нидерландов
- Maдонна и святые. Дерево, темпера. Музей изобразительных искусств. Валлетта, Мальта